# Daniel Gottfried Georg Langermann

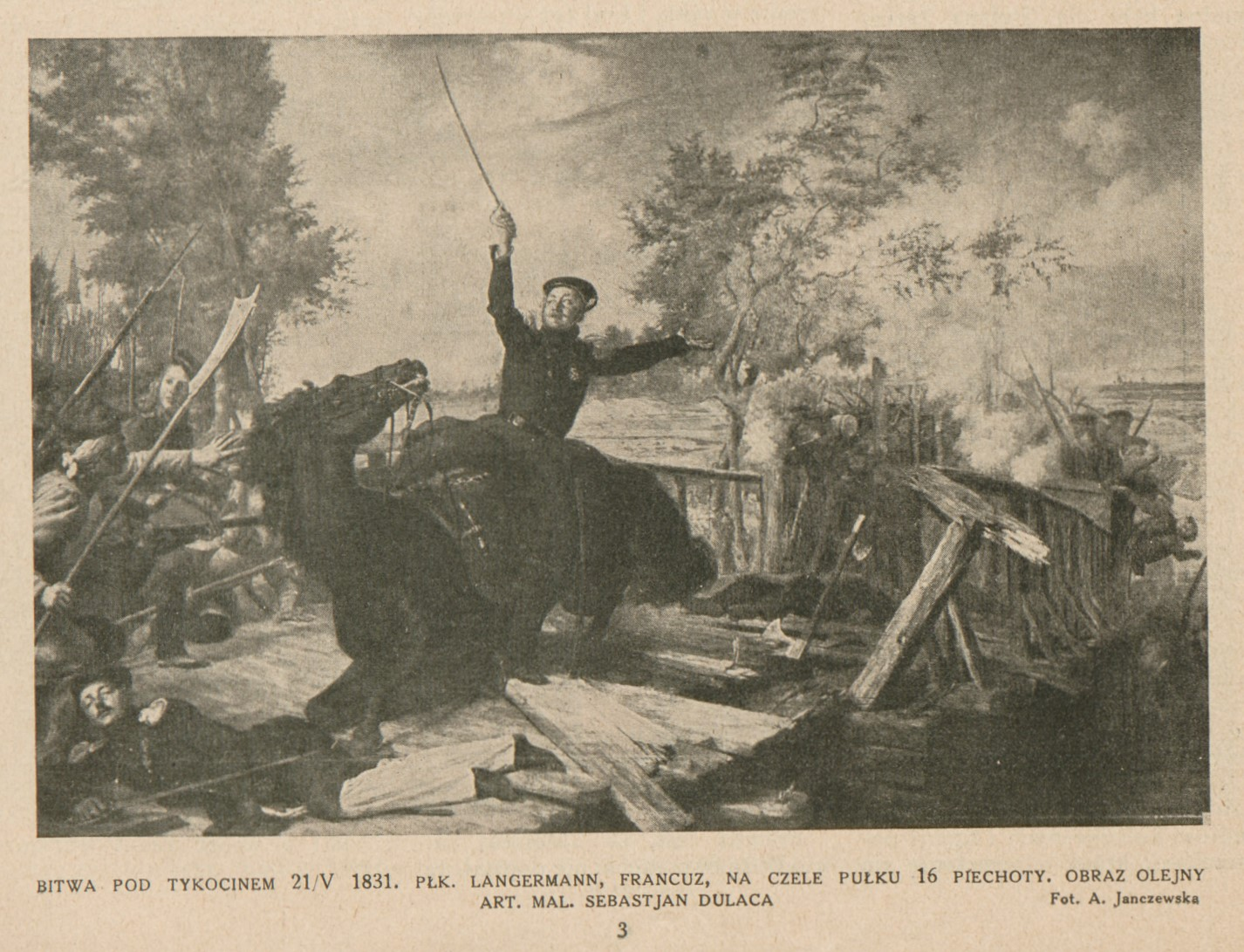
Langermann podczas bitwy pod Tykocinem (Bitwa pod Tykocinem dnia 21 maja 1831 roku, obraz olejny autorstwa Sebastiana Dulaca)

Daniel Gottfried Georg Langermann (w Polsce zwany Jerzy, ur. 27 października 1791 w Güstrow w Meklemburgii, zm. 17 maja 1861 w Paryżu) – oficer wojsk napoleońskich, generał wojsk polskich i belgijskich, narodowości niemieckiej, powstaniec listopadowy, kawaler orderu Virtuti Militari.

## Zarys biografii
Langermann pochodził z rodziny duchownych luterańskich. W wieku lat 16 uciekł z domu, zaciągnął się w 1807 do wojsk napoleońskich i brał udział m.in. w bitwie pod Moskwą. W roku 1830 był już majorem i adiutantem znanego generała Maksymiliana Lamarque. W roku 1831 przewodniczący Francusko-Polskiego Komitetu Pomocy dla Powstania Listopadowego, markiz Marie Joseph de La Fayette skłonił go do zgłoszenia akcesu do polskiej armii powstańczej, w której Langermann otrzymał stopień pułkownika.
Po przyjeździe do Polski 19 maja 1831 postawiono go na czele 2. brygady 1. Dywizji Piechoty. 22 maja, przy walkach o most w Tykocinie, wybitnie się odznaczył i otrzymał Złoty Krzyż Virtuti Militari. Brał udział w bitwie pod Ostrołęką, gdzie jego oddziały poniosły wielkie straty wobec olbrzymiej przewagi Rosjan. 27 lipca 1831 został mianowany generałem brygady. We wrześniu 1831 r. przeniesiono Langermanna do korpusu generała Girolamo Ramorino, do którego dotarł już po upadku Warszawy, 7 września. 18 września przeszedł wraz z korpusem Ramorino do Galicji, gdzie po krótkim okresie internowania udał się wraz z Ramorino i licznymi oficerami polskimi, których namówił na emigrację do Francji, do Paryża.
W roku 1832 Langermann wstąpił do armii belgijskiej, którą opuścił ok. 1851 w stopniu generała -lejtnanta. Rodziny nie założył i zmarł w Paryżu. Podobnie jak (w Szwecji) szwedzki współtowarzysz walk w Polsce, Ernst Leopold von Schantz, nie otrzymał w Belgii zezwolenia na noszenie orderu Virtuti Militari.